# アンダー・ユア・ベッド
『アンダー・ユア・ベッド』は、作家である大石圭のホラー小説。2001年3月9日にKADOKAWAから文庫本が刊行された。30年以上他人から無視され続けてきた男が愛する女性のベッドの下を覗き見ることで、夫のDVに苦しむ愛する女性を救おうと試みるさまを描く。
大石が純文学作家からホラー作家へと移行する転機となった作品であり、読者が感情移入して応援したくなるようなストーカー像を描いた本作によって、ハンニバル・レクターのような「魅力的な犯罪者」を書こうと思うようになったという。
映画化され、2019年7月19日にテアトル新宿ほかにおいて公開された。また韓国でリメイク版が制作されており、日本では2024年5月31日に公開された。

## 登場人物
三井直人
佐々木千尋（のちの浜崎千尋）
浜崎健太郎

## 書誌情報
- 大石圭 『アンダー・ユア・ベッド』、2001年3月9日発売、KADOKAWA〈角川ホラー文庫刊〉、ISBN 9784043572014[2]

## 映画
2019年7月19日にKADOKAWA配給により全国公開された。監督は安里麻里、主演は高良健吾。相手役は西川可奈子

### キャスト
三井直人
演 - 高良健吾
観賞魚店店主。30年間名前で呼ばれたことがないが、10年前に唯一名前で呼んでくれた女性の後を追うようにして移り住み、店を開店させた。
佐々木千尋（のちの浜崎千尋）
演 - 西川可奈子
かつて直人を名前で呼んでくれた女性。結婚をし1児を設けたが、夫から日常的にDVを受けている。
浜崎健太郎
演 - 安部賢一
千尋の夫。妻の千尋に完璧な家事を求めるが故に、日常的にDVを繰り返している。
水島
演 - 三河悠冴
学生時代の千尋の彼氏役
演 - 三宅亮輔

### スタッフ
- 原作 - 大石圭 「アンダー・ユア・ベッド」（角川ホラー文庫刊）
- 監督・脚本 - 安里麻里
- 製作 - 松井智、堀内大示
- 企画 - 金井隆治、加茂克也
- プロデューサー - 永田芳弘、小林剛、湊谷恭史
- 音楽 - Teje
- 撮影 - 鎌苅洋一
- 照明 - 秋山恵二郎
- 録音 - 岩丸恒
- 美術 - 丸尾知行
- 特殊メイク - 宗理起也
- 編集 - 村上雅樹
- 音響効果 - 渋谷圭介
- 音楽プロデューサー - 田井モトヨシ、石塚徹
- VFX - Raiyan Laksamana
- ロケ協力 - いわきフィルムコミッション協議会、日野映像支援隊 ほか
- 制作プロダクション - ザフール
- 配給 - KADOKAWA
- 製作 - 映画「アンダー・ユア・ベッド」製作委員会（ハピネット、KADOKAWA）